# Оппург
Оппург (нем. Oppurg) — община в Германии, в земле Тюрингия. 
Входит в состав района Заале-Орла. Подчиняется управлению Оппург.  Население составляет 1257 человек (на 31 декабря 2010 года). Занимает площадь 15,76 км².